# موزيلا فيرفكس 2
موزيلا فيرفكس 2 كان إحدى نسخ موزيلا فيرفكس تم إطلاقها في 24 أكتوبر 2006 من قبل شركة موزيلا.
فيرفكس 2 يستخدم النسخة 1.8 من محرك التصميم جيكو لعرض صفحات الوب. الإصدارة احتوت على العديد من المزايا التي لم تكن موجودة في فيرفكس 1.5، متضمنة دعماً محسناً للرسوميات المتجهة القياسية وجافا سكربت 1.7، بالإضافة إلى تغييرات في واجهة المستخدم.
في 22 مارس 2006، تم إطلاق النسخة التجريبية الأولى من فيرفكس 2 (Bon Echo Alpha 1). قدمت هذه النسخة جيكو 1.8.1 للمرة الأولى. موزيلا فيرفكس 2.0.0.x هي النسخة النهائية المدعومة على ويندوز إنت تي 4.0 وويندوز 98. دعم ماك أو إس عشرة 10.5 تم إضافته في 18 أكتوبر 2007 مع النسخة 2.0.0.8.
فيرفكس 2.0 قدمت تحديثات لبيئة التصفح المؤلسن، مدير الامتدادات، واجهة المستخدم، ومحركي البحث وتحديث البرنامج؛ خاصية استعادة الجلسة؛ التدقيق الإملائي؛ وخاصية مكافحة التصيد التي تم تطبيقها عن طريق جوجل كامتداد، ثم تم دمجها مع البرنامج نفسه.
موزيلا أنهت دعم فيرفكس 2 في 18 ديسمبر 2008.